# كواترو فيينتوس (محطة مترو أنفاق مدريد)
كواترو فيينتوس (بالإسبانية: Cuatro Vientos)‏ هي محطة مترو أنفاق في مدريد في إسبانيا، تقع على الخط رقم 10.